# Municipio de Galena (Indiana)
El municipio de Galena (en inglés: Galena Township) es un municipio ubicado en el condado de LaPorte en el estado estadounidense de Indiana. En el año 2010 tenía una población de 1899 habitantes y una densidad poblacional de 26,98 personas por km².

## Geografía
El municipio de Galena se encuentra ubicado en las coordenadas 41°43′40″N 86°38′59″O / 41.72778, -86.64972. Según la Oficina del Censo de los Estados Unidos, el municipio tiene una superficie total de 70.38 km², de la cual 69.65 km² corresponden a tierra firme y (1.03%) 0.73 km² es agua.

## Demografía
Según el censo de 2010, había 1899 personas residiendo en el municipio de Galena. La densidad de población era de 26,98 hab./km². De los 1899 habitantes, el municipio de Galena estaba compuesto por el 96.84% blancos, el 0.68% eran afroamericanos, el 0.11% eran amerindios, el 0.26% eran asiáticos, el 0.05% eran isleños del Pacífico, el 0.53% eran de otras razas y el 1.53% pertenecían a dos o más razas. Del total de la población el 2.26% eran hispanos o latinos de cualquier raza.